# NGC 3729
NGC 3729 é uma galáxia espiral barrada (SBa/P) localizada na direcção da constelação de Ursa Major. Possui uma declinação de +53° 07' 35" e uma ascensão recta de 11 horas, 33 minutos e 49,2 segundos.
A galáxia NGC 3729 foi descoberta em 12 de Abril de 1789 por William Herschel.